# Urh, Slovenska Bistrica
Urh je naselje v Občini Slovenska Bistrica.
V bližini vasi pri Smogavčevi žagi raste najdebelejša jelka v Sloveniji - Maroltova jelka.